# Histoire des femmes philosophes
L'Histoire des femmes philosophes (latin : Mulierum Philosopharum Historia ) est un ouvrage de Gilles Ménage, grammairien et historien français, paru en 1690. Il est dédié à Anne Dacier, philologue et traductrice.

## Situation de l'œuvre
Gilles Ménage place son livre dans la continuité des Vies, doctrines et sentences des philosophes illustres de Diogène Laërce, doxographe antique. L'Histoire des femmes philosophes est une encyclopédie des femmes ayant pratiqué la philosophie dans l'Antiquité gréco-romaine.
Elle contient 65 notices biographiques, regroupées par grandes écoles : il y a les platoniciennes, académiciennes, dialecticiennes, cyrénaïques, mégariennes, cyniques, péripatéticiennes, épicuriennes, stoïciennes, pythagoriciennes, et celles qui n'ont appartenu à aucune école, comme Aspasie et Julia Domna.
Claude Tarrène, le préfacier, indique que la parution de la traduction de l'ouvrage en français « répare une double injustice », l'oubli de Gilles Ménage et l'oubli des femmes qui ont philosophé dans l'Antiquité.
Gilles Ménage fait la liste de ses sources antiques et mentionne des ouvrages de Philochore, Apollonios, Didyme et Juvénal, ayant traité des femmes philosophes. Il affirme que « le nombre des femmes qui ont écrit est si grand qu'on pourrait faire un long recueil de leurs noms ».
Régine Pietra, professeur de littérature, s'appuie sur le livre de Gilles Ménage dans Les Femmes philosophes de l'Antiquité gréco-romaine, paru en 1997.